# Pogoniulus atroflavus
El barbudito culirojo  (Pogoniulus atroflavus) es una especie de ave de la familia de los barbudos africanos (Lybiidae). Se encuentra en la selva tropical africana.